# Christopher Gyllenstierna
Christopher Gyllenstierna, född 1639, död 14 juni 1705, var en svensk friherre (från 1687 greve), militär och ämbetsman. Han var medlem av Karl XII:s kortvariga förmyndarregering 1697.

## Biografi
Gyllenstierna blev student vid Uppsala universitet 1653, överstelöjtnant vid Livgardet 1668, överste där 1673, generalmajor vid infanteriet 1676 och generallöjtnant 1677. Han blev även 1677 guvernör över Västernorrland, kungligt råd 1681, överståthållare 1682 samt medlem av förmyndarregeringen 1697. Han deltog förtjänstfullt i skånska kriget och tjänstgjorde bland annat under slaget vid Lund, där han ådrog sig inte färre än 19 blödande sår, och slaget vid Landskrona (1677). Vid  1680 års riksdag visade han sig som en nitisk och verksam anhängare av kung Karl XI och understödde reduktionen.
Gyllenstierna upphöjdes 1687 i grevligt stånd med Ericsberg som grevskap. År 1697 förordnades han även till en av kungens deputerade till reduktionsverkets avslutande. Han gifte sig 1696 med prinsessan Katarina av Pfalz-Zweibrücken, dotter till pfalzgreven Adolf Johan och kusin till kung Karl XI.